# SummerSlam (2021)
SummerSlam 2021 a fost cea de-a 34-a ediție a pay-per-view-ului anual SummerSlam organizat de WWE. Evenimentul a avut loc pe 21 august 2021 la Allegiant Stadium în Paradise, Nevada. Sloganul oficial a fost "Your Summer Vacation Destination".
Unsprezece meciuri au fost disputate la eveniment, inclusiv un meci în pre-show. În evenimentul principal, Roman Reigns l-a învins pe John Cena pentru a păstra Campionatul Universal. În alte meciuri disputate, Bobby Lashley l-a învins pe Goldberg pentru a păstra Campionatul WWE, Edge l-a învins pe Seth Rollins, Charlotte Flair a învins campioana în apărare Nikki A.S.H. și Rhea Ripley într-un meci de triplă amenințare pentru a câștiga Campionatul Raw pentru femei, Damian Priest l-a învins pe Sheamus pentru a câștiga Campionatul Statelor Unite, iar RK-Bro (Randy Orton și Riddle) i-au învins pe AJ Styles și Omos pentru a câștiga Raw Tag Championship Championship în lupta de deschidere. Evenimentul este, de asemenea, remarcabil pentru revenirile lui Becky Lynch, care au învins-o pe Bianca Belair într-un meci improvizat pentru a câștiga Campionatul feminin din SmackDown, și Brock Lesnar, care au luptat ultima oară la WrestleMania 36 în aprilie 2020.

## Rezultate
- Kick-Off: Big E l-a învins pe Baron Corbin (6:35)[1]
  - Big E l-a numărat pe Corbin după un «Big Ending».
- RK-Bro (Randy Orton and Riddle) i-au învins pe AJ Styles și Omos (c) câștigând campionatele WWE Raw Tag Team Championship (7:05)[2]
  - Orton l-a numărat pe Styles după un «RKO».
- Alexa Bliss a învins-o pe Eva Marie (însoțită de Doudrop) (3:50)[3]
  - Bliss a numărat-o pe Marie după un «Blissful DDT».
- Damian Priest l-a învins pe Sheamus (c) câștigând campionatul WWE United States Championship (13:50)[4]
  - Priest l-a numărat pe Sheamus după un «The Reckoning».
- The Usos (Jey Uso & Jimmy Uso) (c) i-au învins pe The Mysterios (Dominik & Rey Mysterio) păstrându-și campionatele WWE SmackDown Tag Team Championship (10:50)[5]
  - Jey l-a numărat pe Rey după un «Uso Splash».
- Becky Lynch a învins-o pe Bianca Belair (c) câștigând campionatul WWE SmackDown Women's Championship (0:26)[6]
  - Lynch a numărat-o pe Belair după un «Manhandle Slam».
  - În mod original, Sasha Banks trebuia să fie adversara lui Belair, dar a fost înlocuită de Carmella după o accidentare, dar înaintea meciului, Lynch a atacat-o pe Carmella pentru a lupta în locul ei.
- Drew McIntyre l-a învins pe Jinder Mahal (4:40)[7]
  - McIntyre l-a numărat pe Mahal după un «Claymore».
- Charlotte Flair le-a învins pe Rhea Ripley și Nikki A.S.H. (c) câștigând campionatul WWE Raw Women's Championship (13:05)[8]
  - Flair a făcut-o pe Nikki să cedeze cu un «Figure-Eight».
- Edge l-a învins pe Seth Rollins (21:15)[9]
  - Edge l-a făcut pe Rollins să cedeze prin aplicarea unui «Bulldog Choke».
- Bobby Lashley (c) (însoțit de MVP) l-a învins pe Goldberg păstrându-și campionatul WWE Championship (7:10)[10]
  - Lashley a câștigat lupta după ce arbitrul l-a declarat învingător după ce Goldberg nu a mai putut continua din cauza unei accidentări.
  - După luptă, Lashley l-a atacat pe Goldberg.
- Roman Reigns (c) (însoțit de Paul Heyman) l-a învins pe John Cena păstrându-și campionatul WWE Universal Championship (24:00)[11]

  - Reigns l-a numărat pe Cena după un «Spear».
  - După luptă, Brock Lesnar și-a făcut revenirea și l-a confruntat pe Reigns.